# Zeriassa cuneicornis prelleri
Zeriassa cuneicornis prelleri es una subespecie de arácnido  del orden Solifugae de la familia Solpugidae.

## Distribución geográfica
Se encuentra en Namibia.